# Englische Rugby-Union-Meisterschaft 2003/04
Die Saison 2003/04 von Premiership Rugby war die 17. Saison der obersten Spielklasse der englischen Rugby-Union-Meisterschaft. Aus Sponsoringgründen trug sie den Namen Zurich Premiership. Sie begann am 12. September 2003, umfasste 22 Spieltage (je eine Vor- und Rückrunde) und dauerte bis zum 8. Mai 2004. Anschließend trugen die zweit- und drittplatzierte Mannschaft ein Halbfinale aus. Der Sieger traf am 29. Mai 2004 im Finale im Twickenham Stadium auf den Qualifikationssieger der regulären Meisterschaft. Den Meistertitel gewannen zum zweiten Mal in Folge und zum vierten Mal insgesamt die London Wasps. Absteigen mussten die Rotherham Titans.

## Zurich Premiership

### Tabelle
M: Letztjähriger Meister

P: Promotion (Aufsteiger) aus der National Division One
|     | Team                 | Spiele | Siege | Unent. | Ndlg. | Spiel- punkte | Diff. | Bonus- punkte | Tabellen- punkte |
| --- | -------------------- | ------ | ----- | ------ | ----- | ------------- | ----- | ------------- | ---------------- |
| 01. | Bath Rugby           | 22     | 18    | 0      | 4     | 508:311       | + 197 | 7             | 79               |
| 02. | London Wasps (M)     | 22     | 16    | 0      | 6     | 575:406       | + 169 | 9             | 73               |
| 03. | Northampton Saints   | 22     | 15    | 1      | 6     | 574:416       | + 158 | 8             | 70               |
| 04. | Gloucester RFC       | 22     | 14    | 0      | 8     | 491:412       | + 79  | 7             | 63               |
| 05. | Leicester Tigers     | 22     | 11    | 3      | 8     | 537:430       | + 107 | 6             | 55 *             |
| 06. | Harlequins           | 22     | 10    | 2      | 10    | 502:449       | + 53  | 10            | 54               |
| 07. | Sale Sharks          | 22     | 9     | 3      | 10    | 510:472       | + 38  | 11            | 53               |
| 08. | London Irish         | 22     | 10    | 1      | 11    | 427:454       | − 27  | 7             | 49               |
| 09. | Newcastle Falcons    | 22     | 7     | 2      | 13    | 497:525       | − 28  | 13            | 45               |
| 10. | Saracens             | 22     | 8     | 1      | 13    | 397:543       | − 146 | 6             | 39 *             |
| 11. | Leeds Tykes          | 22     | 7     | 1      | 14    | 449:588       | − 139 | 7             | 37               |
| 12. | Rotherham Titans (P) | 22     | 0     | 0      | 22    | 309:770       | − 461 | 3             | 3                |

Die Punkte wurden wie folgt verteilt:
- 4 Punkte bei einem Sieg
- 2 Punkte bei einem Unentschieden
- 0 Punkte bei einer Niederlage (vor möglichen Bonuspunkten)
- 1 Bonuspunkt für vier oder mehr erfolgreiche Versuche, unabhängig vom Endstand
- 1 Bonuspunkt bei einer Niederlage mit weniger als sieben Punkten Unterschied

* Den Leicester Tigers wurde wegen des Einsatzes eines nichtlizenzierten Spielers ein Punkt abgezogen. Für das gleiche Vergehen erhielten die Saracens einen Abzug von zwei Punkten, nach dem Rekurs wurde die Strafe auf einen Punkt reduziert.

### Play-off
Halbfinale
| 16. Mai 2004 | London Wasps | 57 : 20        | Northampton Saints                                                                             | Adams Park, High Wycombe Zuschauer: 6.219 |
| 16. Mai 2004 | Versuche: Voyce (2) 31. n.erh., 66. erh. Dallaglio (2) 40. erh., 80. erh. Erinle 40. erh. Abbott 47. erh. Volley 62. erh. Payne 70. erh. Erhöhungen: van Gisbergen (7) Straftritte: King (1) 12. | (22:6) Bericht | Versuche: Blowers 58. erh. Beal 76. erh. Erhöhungen: Drahm (2) Straftritte: Reihana (2) 3., 8. | Adams Park, High Wycombe Zuschauer: 6.219 |

Finale
| 29. Mai 2004 | Bath Rugby                                           | 6 : 10        | London Wasps                                                                    | Twickenham Stadium, London Zuschauer: 59.500 Schiedsrichter: Chris White |
| 29. Mai 2004 | Straftritte: Malone (1) 4. Dropgoals: Malone (1) 49. | (3:0) Bericht | Versuche: Abbott 63. erh. Erhöhungen: van Gisbergen (1) Dropgoals: King (1) 41. | Twickenham Stadium, London Zuschauer: 59.500 Schiedsrichter: Chris White |

| 15                 | Mike Catt          |
| 14                 | Andrew Higgins     |
| 13                 | Robbie Fleck       |
| 12                 | Mike Tindall       |
| 11                 | Alex Crockett      |
| 10                 | Chris Malone       |
| 09                 | Martyn Wood        |
| 08                 | Zak Feau’nati      |
| 07                 | Michael Lipman     |
| 06                 | Andy Beattie       |
| 05                 | Danny Grewcock     |
| 04                 | Steve Borthwick    |
| 03                 | Duncan Bell        |
| 02                 | Jonathan Humphreys |
| 01                 | David Barnes       |
| Auswechselspieler: |                    |
| 16                 | Hentie Martens     |
| 17                 | Lee Mears          |
| 18                 | Matthew Stevens    |
| 19                 | Olly Barkley       |
| 20                 | Wylie Human        |
| 21                 | James Scaysbrook   |
| 22                 | Rob Fidler         |

| 15                 | Mark van Gisbergen |
| 14                 | Josh Lewsey        |
| 13                 | Fraser Waters      |
| 12                 | Stuart Abbott      |
| 11                 | Tom Voyce          |
| 10                 | Alex King          |
| 09                 | Rob Howley         |
| 08                 | Lawrence Dallaglio |
| 07                 | Paul Volley        |
| 06                 | Joe Worsley        |
| 05                 | Richard Birkett    |
| 04                 | Simon Shaw         |
| 03                 | Will Green         |
| 02                 | Trevor Leota       |
| 01                 | Tim Payne          |
| Auswechselspieler: |                    |
| 16                 | Henry Nwume        |
| 17                 | Mark Lock          |
| 18                 | Ben Gotting        |
| 19                 | Martin Purdy       |
| 20                 | Peter Richards     |
| 21                 | Mark Denney        |
| 22                 | Ayoola Erinle      |

## National Division One
Die Saison der zweiten Liga (National Division One) umfasste 26 Spieltage (je eine Vor- und Rückrunde). Die bestplatzierte Mannschaft Worcester Warriors stieg in die Premiership auf. Absteigen musste der Manchester RC, während der Wakefield RFC in Konkurs ging.
Tabelle

P: Promotion (Aufsteiger) aus der National Division Two

R: Relegation (Absteiger) aus der Premiership
|     | Team                      | Spiele | Siege | Unent. | Ndlg. | Spiel- punkte | Diff. | Bonus- punkte | Tabellen- punkte |
| --- | ------------------------- | ------ | ----- | ------ | ----- | ------------- | ----- | ------------- | ---------------- |
| 01. | Worcester Warriors        | 26     | 26    | 0      | 0     | 1119:340      | + 779 | 21            | 125              |
| 02. | Orrell RUFC               | 26     | 22    | 0      | 4     | 946:455       | + 491 | 20            | 108              |
| 03. | Plymouth Albion           | 26     | 19    | 1      | 6     | 752:417       | + 335 | 14            | 92               |
| 04. | Birmingham & Solihull RFC | 26     | 16    | 1      | 9     | 691:526       | + 165 | 17            | 83               |
| 05. | Otley RUFC                | 26     | 17    | 0      | 9     | 609:484       | + 125 | 7             | 75               |
| 06. | Exeter Chiefs             | 26     | 15    | 1      | 10    | 706:499       | + 207 | 12            | 74               |
| 07. | Bedford Blues             | 26     | 12    | 1      | 13    | 623:627       | − 4   | 11            | 61               |
| 08. | London Welsh              | 26     | 12    | 0      | 14    | 526:605       | − 79  | 10            | 58               |
| 09. | Bristol Shugons (R)       | 26     | 10    | 0      | 16    | 547:650       | − 103 | 11            | 51               |
| 10. | Penzance and Newlyn (P)   | 26     | 8     | 1      | 17    | 474:892       | − 418 | 9             | 43               |
| 11. | Henley RFC (P)            | 26     | 6     | 2      | 18    | 488:780       | − 292 | 11            | 39               |
| 12. | Coventry RFC              | 26     | 6     | 2      | 18    | 488:733       | − 245 | 9             | 37               |
| 13. | Wakefield RFC             | 26     | 6     | 1      | 19    | 392:709       | − 317 | 11            | 37               |
| 14. | Manchester RC (P)         | 26     | 1     | 0      | 23    | 363:1007      | − 644 | 5             | 11               |

Die Punkte wurden wie folgt verteilt:
- 4 Punkte bei einem Sieg
- 2 Punkte bei einem Unentschieden
- 0 Punkte bei einer Niederlage (vor möglichen Bonuspunkten)
- 1 Bonuspunkt für vier oder mehr erfolgreiche Versuche, unabhängig vom Endstand
- 1 Bonuspunkt bei einer Niederlage mit weniger als sieben Punkten Unterschied